# Vrutok
Vrutok (makedonska: Вруток) är en ort i Nordmakedonien. Den ligger i kommunen Gostivar, i den västra delen av landet, 60 kilometer sydväst om huvudstaden Skopje. Vrutok ligger 677 meter över havet och antalet invånare är 5 999.